# شبح

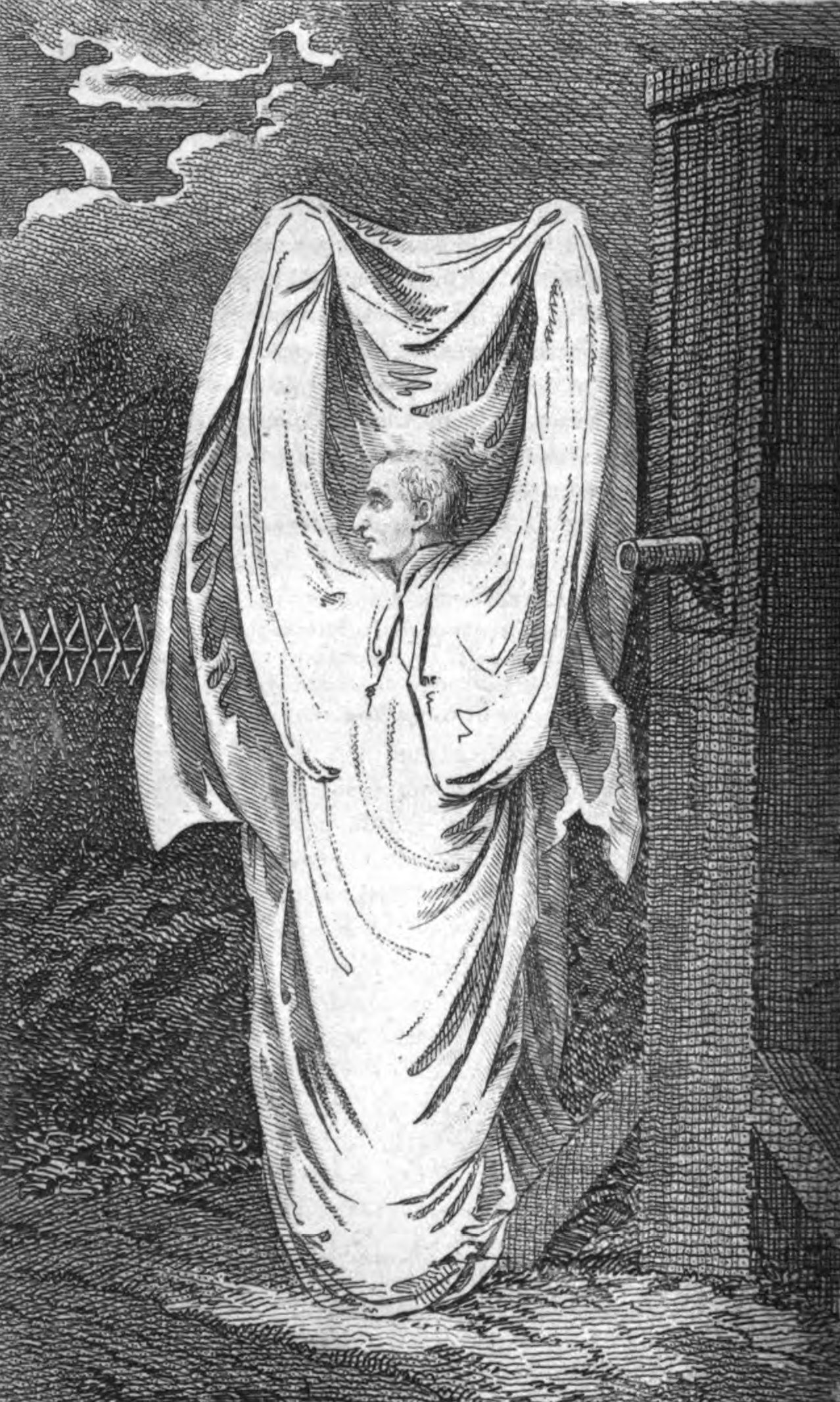
حکاکی از روح همرسمیت که در موزه شگفت‌انگیز و علمی راجر کربی ظاهر می‌شود، مجله‌ای که در سال ۱۸۰۴ منتشر شد. معلوم شد که «شبح» یک پینه‌دوز قدیمی محلی است که برای ترساندن فرزندانش از یک ملحفه سفید برای بازگشت به شاگردش استفاده شده است.

در فولکلور، شبح به‌عنوان روح یا جان یک فرد مرده یا یک جانور غیرانسانی در نظر گرفته می‌شود که برخی افراد معتقدند می‌تواند برای زندگان ظاهر شود. در افسانه‌های مربوط به اشباح، توصیف اشباح بسیار متنوع است؛ از یک حضور نامرئی گرفته تا اشکال محو و شفاف یا کاملاً واقعی و زنده. تلاش عمدی برای ارتباط با روح فردی درگذشته به‌عنوان فال اموات شناخته می‌شود، که در روح‌گرایی به آن احضار روح می‌گویند. اصطلاحات دیگری که با آن مرتبط هستند شامل روح خبیث، سایه، طیف، جن، پری، دمون، و غول می‌شوند.
اعتقاد به وجود زندگی پس از مرگ و ظهور ارواح مردگان در فرهنگ‌های مختلف رواج داشته و قدمت آن به جاندارانگاری یا نیاپرستی در جوامع ابتدایی بازمی‌گردد. برخی آیین‌های مذهبی مانند مراسم تدفین، جن‌گیری، و برخی از اعمال جادوی مراسمی و اسپیریتوالیسم به‌طور خاص برای آرام کردن ارواح مردگان طراحی شده‌اند. اشباح معمولاً به‌عنوان ماهیت‌های انسانیِ تک‌افتاده توصیف می‌شوند، اگرچه داستان‌هایی درباره ارتش‌های شبحی و اشباح حیوانات نیز روایت شده است. گفته می‌شود اشباح مکان‌ها، اشیا یا افرادی را که در زمان حیات با آن‌ها مرتبط بودند، تسخیر می‌کنند. طبق یک مطالعه در سال ۲۰۰۹ توسط مرکز تحقیقات پیو، ۱۸٪ از آمریکایی‌ها گفته‌اند که یک شبح را دیده‌اند.
اجماع گسترده علمی این است که هیچ مدرکی مبنی بر وجود اشباح وجود ندارد. وجود آن‌ها غیرقابل ابطال است و شکار روح به‌عنوان یک شبه‌علم طبقه‌بندی شده است. با وجود قرن‌ها تحقیق، هیچ مدرک علمی نشان نداده است که هیچ مکانی واقعاً محل سکونت ارواح مردگان باشد. از نظر تاریخی، برخی گیاهان سمی و روان‌گردان (مانند تاتوره و بذرالبنج) که مدت‌ها با فال اموات و دنیای مردگان مرتبط بوده‌اند، حاوی ترکیبات آنتی‌کولینرژیک هستند که از نظر داروشناسی با زوال عقل (به‌ویژه زوال عقل با اجسام لویی) و الگوهای زوال عصبی در ارتباط هستند. تحقیقات اخیر نشان داده است که مشاهده اشباح ممکن است با بیماری‌های تحلیل‌برنده مغز مانند آلزایمر مرتبط باشد. برخی از داروهای نسخه‌ای و بدون نسخه (مانند داروهای خواب‌آور) نیز در موارد نادر می‌توانند باعث توهمات شبه‌روحی شوند، به‌ویژه داروهایی مانند زولپیدم و دیفن‌هیدرامین. گزارش‌های قدیمی‌تر مسمومیت با کربن مونوکسید را به توهمات شبه‌روحی مرتبط می‌دانند.
در مطالعات فولکلور، ارواح در شاخص الگوهای روایی در دسته ای۲۰۰–ای۵۹۹ («اشباح و سایر بازگشتگان») قرار می‌گیرند.